# Campeonato Mundial de Patinação Artística no Gelo de 1975
O Campeonato Mundial de Patinação Artística no Gelo de 1975 foi a sexagésima quinta edição do Campeonato Mundial de Patinação Artística no Gelo, um evento anual de patinação artística no gelo organizado pela União Internacional de Patinação (em inglês:  International Skating Union) onde os patinadores artísticos competem pelo título de campeão mundial. A competição foi disputada entre os dias 4 de março e 8 de março, na cidade de Colorado Springs, Colorado, Estados Unidos.

## Eventos
- Individual masculino
- Individual feminino
- Duplas
- Dança no gelo

## Medalhistas
| Evento                        | Ouro                                                | Prata                                             | Bronze                                           |
| Individual masculino detalhes | Sergei Volkov · União Soviética                     | Vladimir Kovalev · União Soviética                | John Curry · Reino Unido                         |
| Individual feminino detalhes  | Dianne de Leeuw · Países Baixos                     | Dorothy Hamill · Estados Unidos                   | Christine Errath · Alemanha Oriental             |
| Duplas detalhes               | Irina Rodnina · Alexander Zaitsev · União Soviética | Romy Kermer · Rolf Österreich · Alemanha Oriental | Manuela Groß · Uwe Kagelmann · Alemanha Oriental |
| Dança no gelo detalhes        | Irina Moiseeva · Andrei Minenkov · União Soviética  | Colleen O'Connor · Jim Millns · Estados Unidos    | Hilary Green · Glyn Watts · Reino Unido          |

## Resultados

### Individual masculino
| Pos.              | Nome                | Nacionalidade     | Pontos |
| ----------------- | ------------------- | ----------------- | ------ |
| Medalha de ouro   | Sergei Volkov       | União Soviética   | 13     |
| Medalha de prata  | Vladimir Kovalev    | União Soviética   | 27     |
| Medalha de bronze | John Curry          | Reino Unido       | 23     |
| 4                 | Toller Cranston     | Canadá            | 29     |
| 5                 | Gordon McKellen Jr. | Estados Unidos    | 48     |
| 6                 | Yuri Ovchinnikov    | União Soviética   | 53     |
| 7                 | Terry Kubicka       | Estados Unidos    | 61     |
| 8                 | Ron Shaver          | Canadá            | 76     |
| 9                 | László Vajda        | Hungria           | 81     |
| 10                | Minoru Sano         | Japão             | 86     |
| 11                | Zdeněk Pazdírek     | Tchecoslováquia   | 108    |
| 12                | Robin Cousins       | Reino Unido       | 114    |
| 13                | Didier Gailhaguet   | França            | 114    |
| 14                | Bernd Wunderlich    | Alemanha Oriental | 129    |
| 15                | Ronald Koppelent    | Áustria           | 132    |
| 16                | Mitsuru Matsumura   | Japão             | 145    |
| 17                | Frantisek Pechar    | Tchecoslováquia   | 147    |
| 18                | Robert Rubens       | Canadá            | 153    |
| 19                | Gilles Beyer        | França            | 173    |
| 20                | Paul Cechmanek      | Luxemburgo        | 180    |
| 21                | William Schober     | Austrália         | 187    |
| 22                | Flemming Söderquist | Dinamarca         | 198    |

### Individual feminino
| Pos.              | Nome                | Nacionalidade      | Pontos |
| ----------------- | ------------------- | ------------------ | ------ |
| Medalha de ouro   | Dianne de Leeuw     | Países Baixos      | 9      |
| Medalha de prata  | Dorothy Hamill      | Estados Unidos     | 25     |
| Medalha de bronze | Christine Errath    | Alemanha Oriental  | 31     |
| 4                 | Wendy Burge         | Estados Unidos     | 36     |
| 5                 | Kath Malmberg       | Estados Unidos     | 46     |
| 6                 | Isabel de Navarre   | Alemanha Ocidental | 53     |
| 7                 | Lynn Nightingale    | Canadá             | 56     |
| 8                 | Anett Pötzsch       | Alemanha Oriental  | 78     |
| 9                 | Susanna Driano      | Itália             | 81     |
| 10                | Marion Weber        | Alemanha Oriental  | 92     |
| 11                | Liana Drahová       | Tchecoslováquia    | 104    |
| 12                | Kim Alletson        | Canadá             | 107    |
| 13                | Emi Watanabe        | Japão              | 114    |
| 14                | Gerti Schanderl     | Alemanha Ocidental | 118    |
| 15                | Liudmila Bakonina   | União Soviética    | 136    |
| 16                | Sonja Balun         | Áustria            | 148    |
| 17                | Dagmar Lurz         | Alemanha Ocidental | 159    |
| 18                | Hana Knapová        | Tchecoslováquia    | 166    |
| 19                | Marie-Claude Bierre | França             | 168    |
| 20                | Gail Keddie         | Reino Unido        | 192    |
| 21                | Karin Iten          | Suíça              | 194    |
| 22                | Hyo Jin Yun         | Coreia do Sul      | 196    |
| 23                | Evi Köpfli          | Suíça              | 203    |
| 24                | Michelle Haider     | Suíça              | 205    |
| 25                | Sharon Burley       | Austrália          | 211    |
| 26                | Anne-Marie Verlaan  | Países Baixos      | 232    |
| 27                | Sophie Verlaan      | Países Baixos      | 240    |

### Duplas
| Pos.              | Nome                                   | Nacionalidade      | Pontos |
| ----------------- | -------------------------------------- | ------------------ | ------ |
| Medalha de ouro   | Irina Rodnina / Alexander Zaitsev      | União Soviética    | 9      |
| Medalha de prata  | Romy Kermer / Rolf Österreich          | Alemanha Oriental  | 19     |
| Medalha de bronze | Manuela Groß / Uwe Kagelmann           | Alemanha Oriental  | 27     |
| 4                 | Irina Vorobieva / Alexander Vlasov     | União Soviética    | 37     |
| 5                 | Marina Leonidova / Vladimir Bogoliubov | União Soviética    | 51     |
| 6                 | Melissa Militano / Johnny Johns        | Estados Unidos     | 57     |
| 7                 | Kerstin Stolfig / Veit Kempe           | Alemanha Oriental  | 55     |
| 8                 | Karin Künzle / Christian Künzle        | Suíça              | 71     |
| 9                 | Corinna Halke / Eberhard Rausch        | Alemanha Ocidental | 84     |
| 10                | Tai Babilonia / Randy Gardner          | Estados Unidos     | 90     |
| 11                | Candace Jones / Don Fraser             | Canadá             | 98     |
| 12                | Ursula Nemec / Michael Nemec           | Áustria            | 109    |
| 13                | Grażyna Kostrzewińska / Adam Brodecki  | Polônia            | 113    |
| 14                | Kathy Hutchinson / Jamie McGrigor      | Canadá             | 125    |

### Dança no gelo
| Pos.              | Nome                                  | Nacionalidade   | Pontos |
| ----------------- | ------------------------------------- | --------------- | ------ |
| Medalha de ouro   | Irina Moiseeva / Andrei Minenkov      | União Soviética | 13     |
| Medalha de prata  | Colleen O'Connor / Jim Millns         | Estados Unidos  | 19     |
| Medalha de bronze | Hilary Green / Glyn Watts             | Reino Unido     | 30     |
| 4                 | Natalia Linichuk / Gennadi Karponosov | União Soviética | 36     |
| 5                 | Matilde Ciccia / Lamberto Ceserani    | Itália          | 44     |
| 6                 | Krisztina Regőczy / András Sallay     | Hungria         | 48     |
| 7                 | Teresa Weyna / Piotr Bojańczyk        | Polônia         | 71     |
| 8                 | Janet Thompson / Warren Maxwell       | Reino Unido     | 71     |
| 9                 | Barbara Berezowski / David Porter     | Canadá          | 78     |
| 10                | Eva Peštová / Jiři Pokorný            | Tchecoslováquia | 94     |
| 11                | Kay Barsdell / Kenneth Foster         | Reino Unido     | 101    |
| 12                | Judi Genovesi / Kent Weigle           | Estados Unidos  | 104    |
| 13                | Susan Carscallen / Eric Gillies       | Canadá          | 110    |
| 14                | Halina Gordon / Wojciech Bankowski    | Polônia         | 126    |

## Quadro de medalhas
| Ordem | País              | Medalha de ouro | Medalha de prata | Medalha de bronze |    | Ordem por total |
| ----- | ----------------- | --------------- | ---------------- | ----------------- | -- | --------------- |
| 1     | União Soviética   | 3               | 1                |                   | 4  | 1               |
| 2     | Países Baixos     | 1               |                  |                   | 1  | 5               |
| 3     | Estados Unidos    |                 | 2                |                   | 2  | 3               |
| 4     | Alemanha Oriental |                 | 1                | 2                 | 3  | 2               |
| 5     | Reino Unido       |                 |                  | 2                 | 2  | 3               |
| TOTAL | TOTAL             | 4               | 4                | 4                 | 12 | —               |